# Neschinskoje (Kaliningrad)
Neschinskoje (russisch Нежинское, deutsch Neu Kattenau) ist ein kleiner Ort in der russischen Oblast Kaliningrad. Er gehört zur kommunalen Selbstverwaltungseinheit Stadtkreis Nesterow im Rajon Nesterow.

## Geographische Lage
Neschinskoje liegt im Nordwesten des Rajon Nesterow zwei Kilometer östlich von Furmanowka (Alt Kattenau/Neu Trakehnen) nördlich des Bolschoi Torfjanoi Bugor (wörtlich "Großer Torfhügel", deutsch Packledimmer Moor, auch Teufelsmoor).

## Geschichte
Neu Kattenau war ein Vorwerk von Gut Kattenau (heute russisch zu Furmanowka). Es gehörte bis 1945 zum Landkreis Stallupönen (1938–1945 Landkreis Ebenrode) im Regierungsbezirk Gumbinnen der preußischen Provinz Ostpreußen.
Nach 1945 kam Neu Kattenau unter sowjetische Administration. Im Jahr 1950 erhielt der Ort die russische Bezeichnung „Neschinskoje“ und wurde gleichzeitig dem Dorfsowjet Sawetinski selski Sowet im Rajon Nesterow zugeordnet. Von 2008 bis 2018 gehörte der Ort zur Landgemeinde Iljuschinskoje selskoje posselenije und seither zum Stadtkreis Nesterow.

## Kirche
Die überwiegend evangelische Bevölkerung von Neu Kattenau war vor 1945 in das Kirchspiel Kattenau (heute russisch: Sawety) eingepfarrt. Es gehörte zum Kirchenkreis Stallupönen (1938–1946 Ebenrode, russisch: Nesterow) in der Kirchenprovinz Ostpreußen der Kirche der Altpreußischen Union. Letzter deutscher Geistlicher war Pfarrer Klaus Wegner.
Heute ist die nächste evangelische Gemeinde in Jasnaja Poljana (Groß Trakehnen), die zur Propstei Kaliningrad der Evangelisch-Lutherischen Kirche Europäisches Russland (ELKER) gehört. Das zuständige Pfarramt ist das der Salzburger Kirche in Gussew (Gumbinnen).